# Малки тунци
Малките тунци (Euthynnus) са род актиноптери от семейство Скумриеви (Scombridae).
Таксонът е описан за пръв път от Христиан Фредерик Люткен през 1883 година.

## Видове
- Euthynnus affinis – Кауакауа
- Euthynnus alletteratus – Петнист тунец
- Euthynnus lineatus – Източен тунец